# Polistes huacapistana
Polistes huacapistana är en getingart som beskrevs av Richards 1978. Polistes huacapistana ingår i släktet pappersgetingar, och familjen getingar. Inga underarter finns listade i Catalogue of Life.